# 環境制御型走査電子顕微鏡
環境制御型走査電子顕微鏡（かんきょうせいぎょがたそうさでんしけんびきょう、Environmental scanning electron microscope、E-SEM）は走査型電子顕微鏡の一種。

## 概要
従来の走査型電子顕微鏡では試料を高真空下に置くため、生体試料等、水分を含む試料の観察が困難だった。環境制御型走査電子顕微鏡では試料を低圧環境下に置く構造になっている。真空度とステージ温度を調節することにより、水、氷、水蒸気の3状態を捉えることが可能になる。

## 特徴
E-SEMは従来の走査型電子顕微鏡では観測が困難な試料の観察が可能であるが、真空下ではないため、様々な制約を受ける。基本的に反射電子像であるため、2次電子像のような高分解能は達成できない。
電子ビームの利用可能な距離は試料容器内の有効距離が加速電圧、ビーム電流、雰囲気の性質、圧力等で決まる。それぞれの要素はトレードオフで最適な条件は両立が困難。
絶縁体の観察においてもコートは必要ない。

## 利用
主に生体試料や湿潤状態のエマルション、塗料、接着剤等が観察できる。